# Sint-Stefanuskerk (Bütgenbach)

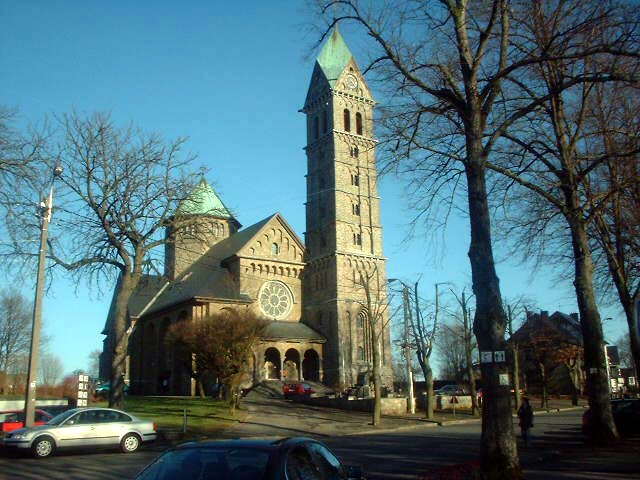
Sint-Stefanuskerk

De Sint-Stefanuskerk (Duits: Sankt Stephanus Kirche) is de parochiekerk van de Luikse plaats Bütgenbach.

## Geschiedenis
Vanouds stond in Bütgenbach de hoofdkerk van een uitgestrekte parochie welke ook de plaatsen Berg, Elsenborn, Faymonville, Nidrum, Sourbrodt en Weywertz omvatte. In genoemde plaatsen waren kapellen die als hulpkerk dienstdeden.
De parochiekerk werd gebouwd in de 12e eeuw, en tot in de 18e eeuw vonden er verbouwingen plaats. In 1931 werd er een nieuwe kerk in neoromaanse stijl naar ontwerp van Heinrich Cunibert gebouwd.De rechts voor de kerk gebouwde kerktoren heeft zeven geledingen en een rombisch dak.

## Interieur
De kerk bezit een aantal kunstschatten zoals een romaans 13e-eeuws doopvont met vier maskers. Ook is er een gotisch wijwatervat van 1530, een natuurstenen communiebank (18e eeuw), een 14e-eeuws Mariabeeld, een 15e-eeuwse monstrans en grafstenen van Jacob von Reiffenberg (1567) en Johann Reinhard von Bulich (1593).